# Kildeskat
Kildeskat er en type indkomstskat, som opkræves ved kilden – typisk således, at skatten indeholdes af arbejdsgiveren i forbindelse med udbetaling af løn. Arbejdsgiveren sender så skatten til skattevæsenet.

## Kildeskat i Danmark
I Danmark blev kildeskat indført i 1970. Førhen betalte man skatten i rater året efter, man havde tjent pengene. Ens første år på arbejdsmarkedet føltes derfor som et skattefrit år. I forbindelse med overgangen fra bagudbetaling til løbende acontobetaling, blev lønindkomst optjent i 1969 fritaget for beskatning (det skattefri år). Lønmodtagere betalte skat i både 1969 og 1970 men for indkomster optjent i hhv. 1968 og 1970.
Kildeskat af lønindkomst (A-indkomst) betegnes A-skat, mens kildeskat af aktieudbytter betegnes udbytteskat. Skatten af øvrige indkomster, B-skatten, opkræves løbende vha. indbetalingskort på baggrund af den forventede B-indkomst – normalt i op til ti rater i løbet af indkomståret. En eventuel difference efterbetales som restskat eller tilbagebetales til skatteyderen som overskydende skat.
Pga. den progressive beskatning og skatteyderens individuelle fradrag afhænger trækprocenten for A-indkomst af den samlede skatteindtægt. Den forventede indtægt for skatteåret fremgår af forskudsopgørelsen, der udsendes af SKAT i november året før. Samtidig dannes et skattekort, der angiver den trækprocent, som arbejdsgiveren skal benytte ved indeholdelse af A-skat. Skattekortet består af et hovedkort (A-kort), der benyttes af den primære arbejdsgiver, samt et bikort (B-kort) der fremvises til andre, der skal udbetale A-indkomst. Personfradrag fra A-kortet kan kun bruges på B-kortet, såfremt der er "kroner" til overs, der ikke er brugt på hovedkortet.

## Ekstern henvisning
- Kildeskatteloven – retsinfo.dk

| Økonomi | Spire Denne artikel om økonomi er en spire som bør udbygges. Du er velkommen til at hjælpe Wikipedia ved at udvide den. |